# La Vorágine
La Vorágine est un roman publié en 1924 par l’écrivain et diplomate José Eustasio Rivera. Il se présente comme le récit autobiographique d'Arturo Cova parti à la recherche de sa fiancée Alicia au cœur de la jungle amazonienne et qui se confrontent aux dangers de la forêt alors que l'Amazonie est en proie à la fièvre du caoutchouc.
Il est considéré comme un livre majeur de la littérature colombienne et latino-américaine en général, mais également un prototype du roman de forêt. La seule traduction en français par Georges Pillement sous le titre La Voragine est publiée une première fois en 1934 aux Éditions Rieder,, puis en 1951 aux éditions Bellenand.

## Résumé
Le poète et aventurier Arturo Cova raconte les nombreuses difficultés qu’il rencontre dans les plaines de l’Orénoque et la forêt amazonienne en sept mois. Au début du roman, il quitte Bogotá avec sa maîtresse enceinte, Alicia, qu’il a séduite sans l’aimer, pour échapper aux obligations sociales et aux tentatives de mariage de ses parents, d’un juge et d’un prêtre.
Le couple arrive dans un village du Casanare appelé La Maporita où ils rencontrent Franco et sa femme Griselda. Arturo commence à être jaloux d’Alicia en raison de la présence de Barrera, un voleur et séducteur qui veut conquérir les deux femmes. Lors d’une confrontation avec Barrera, Arturo est blessé et soigné par Clarita, une prostituée du village. Quand il retourne à La Maporita avec Franco, ils découvrent que les femmes ont fui pour échapper à Barrera, qui les poursuit. Les deux hommes, avec d’autres, vont au fond de la jungle pour chercher les kidnappées et se venger de Barrera.
Ils rencontrent une tribu de Guahíbos (en) avec qui ils vivent un temps à chasser des hérons pour vendre leurs plumes. Plus tard, des fugitifs leur signalent qu'Alicia et Griselda sont retenues comme servantes et amantes par Barerra. Les hommes suivent l’expédition avec l’aide d’un vieux guide, Clemente Silva, qui leur raconte l’exploitation des caucheros dans la jungle et la tragédie de son fils qu'il cherche depuis treize ans.
Arturo se rend compte de la loi qui règne dans la nature, et le désir de lutter contre le système des exploiteurs et opprimés augmente à l’intérieur. Au fur et à mesure qu’il avance, Arturo est confronté à la jungle et sa maladie et sa fatigue l’affaiblissent. La situation d’infériorité le rend méfiant et en colère.
Il demande donc à Clemente d’aller à Manaus et de remettre au consul de Colombie une lettre qui donne des détails sur la situation des caucheros opprimés par leurs exploiteurs. Après cela, l’expédition continue son voyage, mais avec moins de personnes.
Arturo parvient à découvrir la localisation du délinquant sans éveiller les soupçons chez Zoraida, la commerçante qui a acheté Griselda. Griselda lui raconte ses épreuves et celles d’Alicia, qui ont été harcelées par le ravisseur. Alicia a réussi à se défendre contre lui avec une bouteille et a survécu parce qu’elle était enceinte. Griselda a été vendue à Zoraida. Finalement, Arturo et ses compagnons découvrent l’endroit où se trouve Alicia, ainsi que son ravisseur. Pendant la confrontation, Arturo assassine Barrera.
Après une série d’événements choquants, Alicia donne naissance prématurément à un enfant, mais survit miraculeusement. Arturo rêve de son avenir avec Alicia et son fils. Ne trouvant pas Clemente, ils lui laissent un message et partent. Mais, après un certain temps, un câble du consul de la Colombie indique que Clemente Silva n’a pas pu les trouver et qu’ils se sont perdus dans la jungle. À la toute fin, on peut lire cette phrase devenue célèbre : « Aucune trace d’eux. Ils ont été dévorés par la jungle! ».

## Réception
Monserrat Ordonez (es) affirme que la première phase de réception du roman était centrée sur les frontières floues entre fiction et réalité.